# Linda Martinová
Linda Ann Martinová provdaná Linda McMahonová (* 12. června 1954 Deal, Spojené království) je bývalá britská sportovní šermířka anglické národnosti, která se specializovala na šerm fleretem. Spojené království reprezentovala v sedmdesátých, osmdesátých a devadesátých letech. Na olympijských hrách startovala v roce 1980, 1984 a 1988 v soutěži jednotlivkyň a družstev. V roce 1983 obsadila třetí místo na mistrovství Evropy v soutěži jednotlivkyň.